# وایتگریو
وایتگریو (به انگلیسی: Whitgreave) یک روستا و محله مدنی در بریتانیا است که در Stafford واقع شده‌است. وایتگریو ۲۰۹ نفر جمعیت دارد.